# Henri de Gissey
Henri de Gissey (ou Henri Gissey ; né à Paris le 19 juin 1621 et mort à Paris le 4 février 1673) est un ingénieur et dessinateur de décors et de costumes de scène français.

## Biographie
Fils de Germain Gissey, sculpteur, et de Marie Tremblay, fille du sculpteur du roi Barthélemy Tremblay.
- 1660 : nommé concierge et « Garde des décorations et machines » de la salle des Machines des Tuileries
- 1663 : nommé gentilhomme Garde de la Compagnie des Gardes du corps de la Reine-mère
- 1663 : reçu « ingénieur et dessinateur des plaisirs du roi » à l'Académie royale de peinture et de sculpture
- 1666 : nommé « Garde salle et machines » du Palais-Royal.

Il meurt au palais des Tuileries en 1673.
Jean Bérain lui succède en 1674.

## Œuvres

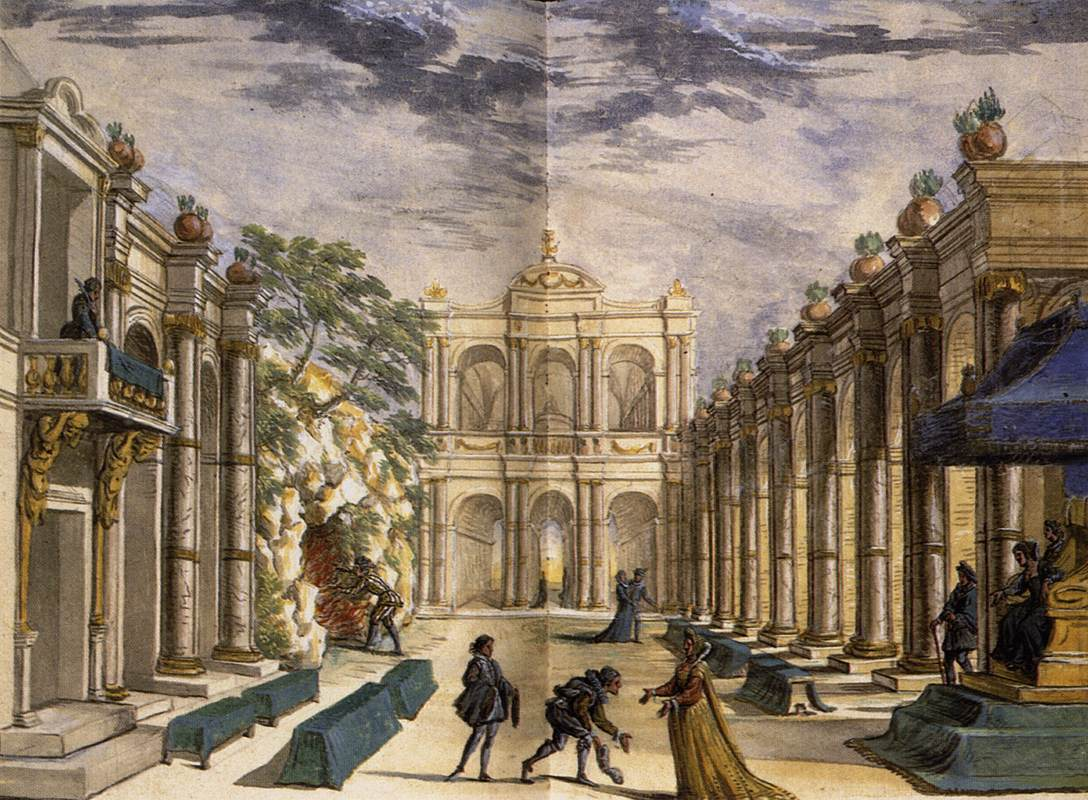
Le Ballet Royal de la Nuit 1653

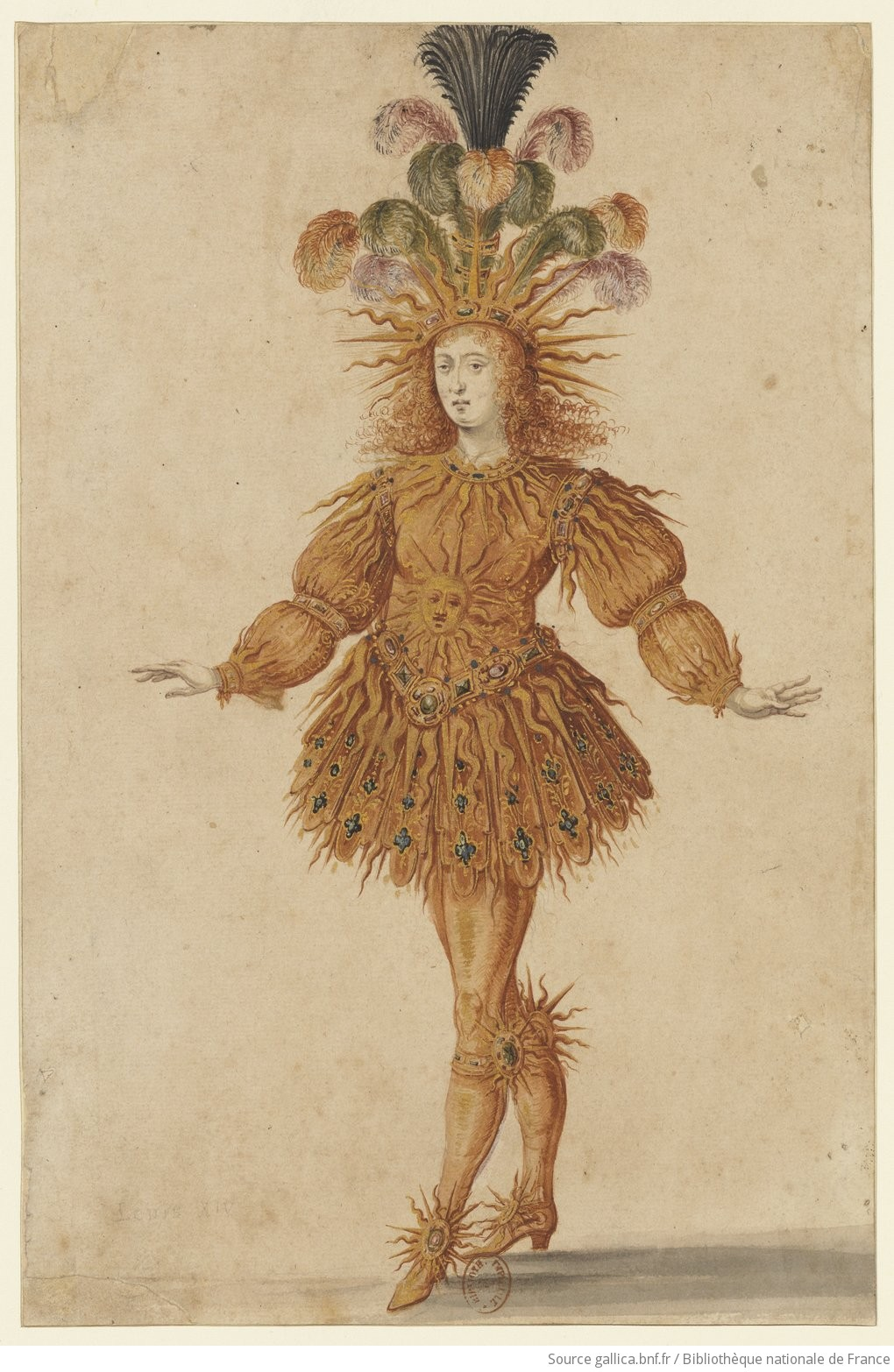
Costume d'Apollon porté par Louis XIV de France dans le Ballet Royal de la Nuit (1653)

En 1651 au Palais Royal, Henri de Gissey dessine les costumes du ballet Les Fêtes de Bacchus. Quant aux costumes du Ballet royal de la nuit 1653 l'identité du dessinateur des costumes est incertaine : Gissey ou Louis Beaubrun.
En 1661 il devient dessinateur du Cabinet du Roi et réalise les costumes de ballet destinés aux spectacles de la cour.
L'Abbé Michel de Marolles 
lui consacre ces vers:
« .....Jessé (sic) fut admirable.
A former des dessins pour des jeux de balet;
Ses crayons achevez ne portoient rien de laid,
D'une manière fine et d'un air agréable. »
Il crée les costumes du Carrousel de 1662 ainsi que ceux des œuvres suivantes:
- Ballet de l'Impatience, 1661
- Ballet des Arts, 1663
- Ballet des Muses, 1665
- Le Bourgeois gentilhomme, comédie-ballet, 1670
- Psyché, tragédie-ballet, 1671

## Publications
- Isaac de Benserade (librettiste présumé), Henri de Gissey (dessinateur présumé), Ballet du Roy aux festes de Bacchus, dansé par Sa Majesté au Palais Royal, le 2e jour de May 1651, Paris, Robert Ballard, 1651 (lire en ligne sur Gallica)
- Henri de Gissey, Les emblesmes et devises du Roy, des princes et seigneurs qui l'accompagnèrent en la cavalcade royale, et course de bague que Sa Majesté fit au Palais cardinal. 1656. recüeillies & dédiées à son altesse de Guise, par Gissey, Paris, chez Antoine de Sommaville, 1657 (lire en ligne sur Gallica)